# شرارة (المنيا)
قرية شرارة هي إحدي القرى التابعة لمركز أبو قرقاص بمحافظة المنيا في جمهورية مصر العربية. حسب إحصاءات سنة 2006، بلغ إجمالي السكان في شرارة 4162 نسمة، منهم 2194 رجل و1968 امرأة.